# 데이비드 A. 그레고리
데이비드 앤드루 그레고리(David Andrew Gregory, 1985년 8월 19일 ~ )는 미국의 배우이다. 《원 라이프 투 리브》에서 로버트 포드(Robert Ford) 역으로 잘 알려져 있다.

## 출연 작품

### 텔레비전
| 연도      | 제목              | 역할               | 비고                                |
| 2008      | 로앤오더          | Mr. Harvey Stocker | 시즌19 제6화 "Sweetie"              |
| 2009-2012 | 원 라이프 투 리브 | Robert Ford        | 269개의 에피소드                    |
| 2012      | 가십걸            | Aiden Hill         | 시즌5 제19화 "It Girl, Interrupted" |
| 2013      | 디셉션            | Kyle Farrell       |                                     |

### 영화
| 연도 | 제목                | 역할             | 비고 |
| 2010 | 에브리씽 유브 갓    | Matty's Teammate |      |
| 2012 | 익스큐즈 미 포 리빙 | Bruce            |      |